# Jazz Composers Workshop
Der Jazz Composers Workshop war eine US-amerikanische Jazzformation im Bereich des Third Stream, gegründet von Charles Mingus, Teo Macero und John LaPorta.

## Der Workshop
Unter dem Einfluss der musikalischen Ideen Lennie Tristanos entstand 1953 der Jazz Composers Workshop durch den Bassisten und Bandleader Charles Mingus, den Klarinettisten und Altsaxophonisten John LaPorta sowie den Tenor- und Baritonsaxophonisten Teo Macero. Schon vorher hatte es 1953 Konzerte unter dem Namen Jazz Workshop im Putnam Center in Brooklyn gegeben, organisiert von Mingus. Das Konzept dieser Band war, in Annäherung an die europäischen klassischen Musiktraditionen der kollektiven Jazz-Improvisation genau definierte Grenzen zu setzen: So sollte ein Instrument das jeweils führende sein und die anderen es begleiten oder kommentieren. Es sollten eher melodischen Themen und Stimmungen geschaffen werden als Akkordsequenzen. Gleichzeitig haben Mingus’ Beiträge zu den Platten des Workshop direkte Beziehungen zu seinem späteren Werk: Das Stück Thrice Upon A Time führt direkt zu Jump Monk (1955), Minor Intrusions zu Pithecanthropus Erectus (1956). In seinen späteren Jazz-Workshop Projekten löst sich Mingus allerdings weiter von vorgegebenen Kompositionsrahmen.

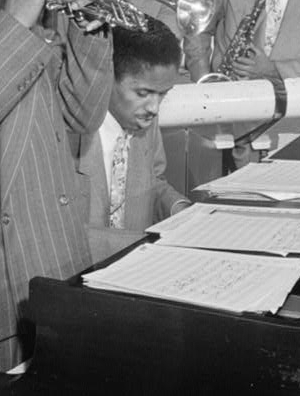
John Lewis, Fotografie von William P. Gottlieb, ca. 1947

Einen starken Einfluss auf die Gruppe hatte die Musik des Trompeters und Count-Basie-Arrangeurs Thad Jones und von Bennie Green: Charles Mingus hatte den Posaunisten auf seinem Debut-Label unter Vertrag genommen und spielte bei dessen Four-Trombones-Projekt mit, das aus Jazz-Workshop Konzerten 1953 mit Kai Winding, J. J. Johnson und Willie Dennis und Green hervorging. Als weitere Musiker waren im Workshop der Saxophonist George Barrow (ts, bs), die Pianisten Mal Waldron, John Lewis, Wally Cirillo, der Vibraphonist Teddy Charles, der Cellist Jackson Wiley sowie die Schlagzeuger Rudy Nichols, Art Taylor und Clem DeRosa beteiligt.
Die Musik von Charles Mingus erschien in dieser Zeit weniger experimentell, sondern „akademisch“ ausgerichtet und näher am Cool Jazz und der konzertanten zeitgenössischen Musik als am Bebop. Insgesamt haben die Aufnahmen einen eher melancholischen, gedämpften Grundton (was ihnen auch den Spott von Miles Davis einbrachte, dem die Stücke teilweise wie „müde Gemälde“, teilweise „depressiv“ vorkamen,) im Gegensatz zum späteren Jazz-Workshop.
Die Bezeichnung Jazz Workshop sollte Charles Mingus weiterhin für seine Bandprojekte und Platten benutzen; so stammt das Album Pithecanthropus Erectus vom Charles Mingus Jazz Workshop und Mingus nannte sogar Musiklabel Jazz Workshop bzw. seinen bis heute bestehenden Verlag nach der Einstellung der gemeinsam mit Roach betriebenen Debut Records Jazz Workshop und ließ sich diese Bezeichnung als Warenzeichen schützen. Auch seine Gruppen, beispielsweise Anfang und Mitte der 1960er Jahre mit Eric Dolphy, firmierten unter diesem Namen.

## Die Schallplatten des Jazz Composers Workshop
- Charles Mingus: Jazz Composers Workshop  (Savoy SV 0171, 1954–1955)

Die Platte enthält zwei Sessions des Workshop in unterschiedlichen Besetzungen. Die erste Aufnahmensitzung vom 31. Oktober 1954 enthält vier Kompositionen von Mingus, Purple Heart, Gregarian Chant, Getting Together und Eulogy For Rudy Williams sowie den Standard Tea for Two. Außer Mingus sind beteiligt: Teo Macero (ts, bs), John La Porta (cl, as), Mal Waldron (p) und Rudy Nichols (dr).
Charles Mingus schrieb in den Liner Notes: „Gregarian Chant und Getting Together sind neue Erfindungen einer alten Idee. Ich spielte diese Art von Head Arrangement 1946 im Down Beat Club in Los Angeles in einer Band mit dem Namen Stars Of Swing mit Musikern wie Buddy Collette, Britt Woodman und Lucky Thompson. Ich meine, in diesen Stil zu spielen ist die sicherste Art musikalischen Ausdrucks […]“ Zu „Purple Heart“ notiert Mingus: „Ich schrieb es so einfach wie möglich für Miles Davis, um es nur mit Baritonsaxophon, Bass und Drums aufzunehmen.“ Eulogy For Rudy Williams war als Tribut für den verstorbenen Tenorsaxophonisten geschrieben worden, Mitglied der Savoy Sultans. Zu Tea For Two merkt Mingus an: „Ich benutzte diesen einen Titel, aber man kann genauso Body and Soul, Perdido oder sogar Prisoner of Love heraushören.“
Die zweite Session vom 30. Januar 1955, an der auch Mingus beteiligt war, wurde von dem Pianisten Wally Cirillo geleitet, der auch alle Stücke und Arrangements beitrug  (Smog L.A., Level Seven, Transeason, Rose Geranium). Außerdem spielten George Barrow, Kenny Clarke und Teo Macero mit.
- Charles Mingus: Jazzical Moods (Period SIP 1107)

Diese Platte vom Dezember 1954 wurde auch unter dem Titel Intrusions (Ember CJS 832) veröffentlicht. Sie erschien als CD auch unter dem Titel The Jazz Experiments of Charles Mingus (Bethlehem) bzw. Abstractions (Affinity AFF 750). Sie enthält weitere Musik aus dem Umfeld des Jazz Workshop, so den Cole-Porter-Standard What Is This Thing Called Love?, Stormy Weather von Harold Arlen, die Mingus-Kompositionen Minor Intrusion, Four Hands, The Spur of the Moment (basierend auf George Gershwins ’S Wonderful) und Thrice Upon A Time. Das Stück Abstractions stammt von Teo Macero.
Außer Charles Mingus (b) und Teo Macero (ts, bs) spielen John LaPorta (as, cl), Jackson Wiley (Cello) und Clem de Rosa (dr) mit.
Die CD Abstractions enthält zudem die Instrumentalstücke des späteren Albums A Modern Jazz Symposium of Music and Poetry von 1957, nämlich Nouroog, Duke’s Choice und Slippers mit Bill Hardman (tp), Jimmy Knepper (tb), Shafi Hadi (ts), Bob Hammer bzw. Horace Parlan (p) und Dannie Richmond (dr).